# 정글 스토리
《정글 스토리》(영어: Jungle Story)는 1996년 개봉된 대한민국의 영화이다.

## 줄거리
록커가 되려는 꿈을 안고 무작정 상경한 도현은 낙원상가에 취직한다. 도현은 나이트 클럽 밴드에서 일하는 선배와 록밴드 이지 라이더의 일원인 대영과 교분을 나누며 서울 생활을 해 나간다. 월드에서 공연을 하던 중 도현을 눈여겨본 지우는 매니저 일을 봐 주겠다는 제안을 하고, 고향에 내려간 도현은 곧 있을 라이브 콘서트 백밴드 멤버들을 하나 둘 모은다. 지우의 지휘 아래 도현 일행은 황량한 벌판 한가운데 서 있는 비닐 하우스에서 맹연습을 한다. 드디어 도현의 라이브 콘서트가 시작된다.

## 제작진
- 감독: 김홍준
- 출연진: 윤도현, 김창완 외
- 장르: 드라마
- 음악: 신해철, 김동률
- 개봉일: 대한민국을 기준으로 1996년 5월 18일
- 상영시간: 87 ~ 88분
- 관람가: 15세 이상
- 제작사: 프리시네마

## 출연진
| - 윤도현 - 도현 역 - 김창완 - 지우 역 - 유병열 - 오영태 역 - 박태희 - 장태희 역 - 김진원 - 손진원 역 - 고성일 - 조현철 역 - 김민수 - 선동준 역 - 한태일 - 도대용(도현 아버지) 역 - 홍윤정 - 홍미령(도현 어머니) 역 - 함수정 - 마수린(지우 처) 역 - 남포동 - 남영배(악기상 주인) 역 - 명계남 - 송낙수(형사) 역 - 최종원 - 염재호(선배) 역 - 안진수 - 구상철(이사) 역 - 이미옥 - 강미림(리포터) 역 - 임진택 - 성원조(카메라맨) 역 - 이정인 - 현준(AD) 역 - 강기주 - 노기주 역 - 민형진 - 한창욱(매니저) 역 - 김광석 - 토머스 장(편곡자) 역 - 배민호 - 현재광(DJ) 역 - 서현철 - 함긍로(공무원) 역 - 이기태 - 추치섭(드러머) 역 - 이원영 - 공영목(코디) 역 - 김수연 - 지성진(지우 딸) 역 - 김연지 - 지성민(지우 딸) 역 | - 김석우 - 천석우 역 (특별출연) - 이영대 - 길영대 역 (특별출연) - 조용원 - 약사 역 (특별출연) - 이시형 - 한시형 역 (특별출연) - 진성민 (특별출연) - 서영민 (특별출연) - 박용민 (특별출연) - 전호진 - 여승래 역 (특별출연) - 서안상 (특별출연) - 김태수 - 구기택 역 (특별출연) - 김석환 (특별출연) - 이병익 (특별출연) - 고용근 (특별출연) - 박인광 (특별출연) - 시나위 (특별출연) - 넥스트 (특별출연) |

## 같이 보기
- 정글 스토리 사운드 트랙